# Пјан дел'Абате (Пезаро и Урбино)
Пјан дел'Абате је насеље у Италији у округу Пезаро и Урбино, региону Марке.
Према процени из 2011. у насељу је живело 11 становника. Насеље се налази на надморској висини од 466 м.